# 方綱
方 綱（パン・カン、ほう こう、1400年 - ?）は、李氏朝鮮初期の文臣、政治家。字は君弼、号は敬斎。本貫は温陽方氏。
癸酉靖難以後、1456年に妻の順天金氏が金宗瑞の孫娘であったために延安温泉天福峴に流罪となった。字がうまく、景福宮宝賢堂懸板を残した。

## 生涯
1447年、文科に状元で及第して献納、司成、正言、司諫、歙谷県令、利川府使を歴任し、1454年に承政院左承旨に上がった。
1466年に工曹判書丘従直が王に学問を興す条件をあげたが、「孔子のお話に、『知人のみ薦挙せよとある』でも、前司成朱伯孫・前司芸林守謙・前直講李克増・検詳李克基・経歴丘致峒・郡守金映壁・県監金石通・左承旨方綱など8人は学術が精密で深奥であり、他人の師匠になるに値する。彼らの官位に従い、成均館や宗学や四学の責務を任せたら、学徒らは必ず皆子弟になるのを楽み、当然父兄でも子弟を学ばせることを願う人もまた多いだろうし、これもまた学問を興す一つの方法である」と言った。
1475年1月14日に宗親などは宗学司誨方綱は学問に精通し、教誨を怠らなかった。歙谷県令に補任されて行ったが、臣達の所望に外れたら、どうか留任して教訓させよと申し上げ、そのまま従った。

## 家族
仁川広域市江華郡喬桐面大龍里に成均館子孫が温陽方氏の集姓村を成して世居し、方谷洞という地名が由来する。
- 曾祖父 : 方彦暉
  - 祖父 : 方恂 - 判典校寺事
  - 祖母 : 坡平尹氏 - 朝鮮開国功臣尹虎の長女
    - 父 : 方芸実
    - 母 : 南陽洪氏
      - 妻 : 順天金氏 - 金宗瑞の次男の参判金承の娘

    - 叔母 : 淑寧宅主温陽方氏
    - 叔父 : 南景文 - 領議政南在の長男
      - 従兄弟 : 南智 - 左議政
      - 従兄弟 : 南簡 - 直提学
      - 従兄弟 : 南暉 - 朝鮮太宗の四女の貞善公主と婚姻

## 墓
京畿道漣川郡全谷邑両遠里に墓がある。墓は半円形で妻の順天金氏の畝とともに、西向きで先には1974年に新たに立てた墓碑と床石、香炉石、望柱石2期などの石物がある。大きさは左側の順天金氏墓が直径380cm、高さ120cm右側の方綱畝が直径390cm、高さ110cmである。